# Eilema complanula
Eilema complanula är en fjärilsart som beskrevs av Jean Baptiste Boisduval 1834. Eilema complanula ingår i släktet Eilema och familjen björnspinnare. Inga underarter finns listade i Catalogue of Life.